# Равеаи
Равеаи (англ. Raweai) — деревня в Кирибати.

## Описание
Равеаи расположена на атолле Маиана в архипелаге Острова Гилберта, в южной части страны, в 50 км к югу от столицы, Южной Таравы. Ближайшее крупное поселение деревня Бубутей находится  в 3,4 км к юго-западу от деревни Равеаи.
Деревня Равеаи расположена на высоте 10 метров над уровнем моря. Рельеф вокруг Айаки плоский.
Среднегодовая температура в окрестностях составляет 25 °С. Самый теплый месяц — февраль, когда средняя температура 26°С, а самый холодный — апрель, когда 24°С. Среднегодовое количество осадков составляет 1372 миллиметра. Самый влажный месяц — апрель, в среднем выпадает 231 мм осадков , а самый сухой — ноябрь, выпадает 38 мм осадков.
Климат тропический жаркий, но смягчается постоянно дующими ветрами. Как и в других местах на юге островов Гилберта, на Равеаи время от времени обрушиваются циклоны.
Население деревни увеличилось с 191 (2010 год) 201 жителей в 2017 году. 
В деревне находится традиционный молитвенный дом манеаба в котором расположен Майанский филиал Церкви всех Наций.